# Reethsee
Der Reethsee (dänisch: Rørsø) ist ein Binnensee, gelegen auf dem Gebiet der Gemeinde Lürschau nordöstlich des Arenholzer Sees und am südwestlichen Rand des Idstedter Waldes im Kreis Schleswig-Flensburg im nördlichen Schleswig-Holstein (Südschleswig). Der See hat eine Fläche von 0,04 km² und fließt zum Arenholzer See hin ab. Nordöstlich des Sees befindet sich der kleinere Bocksee (dän. Buksø, auch Bøgsø). Zwischen beiden Seen verläuft ein Teilstück des historischen östlichen Ochsenweges.
Der Name des Sees ist erstmals 1670 schriftlich dokumentiert. Der Name bezieht sich auf den Pflanzennamen Schilfrohr (Reet), wahrscheinlich zurückgehend auf niederdt. rēt, reit oder auch altdän. rōr. Da der heutige Name erst relativ spät belegt und der See im ehemaligen dänischen Sprachgebiet liegt, kann ein älterer nicht mehr zu ermittelnder dänischer Name zu Grunde gelegt werden.